# Lijst van burgemeesters van Oostburg
Dit is een lijst van burgemeesters van de voormalige Nederlandse gemeente Oostburg. In 1970 werd de gemeente Oostburg fors groter bij een gemeentelijke herindeling. Bij de gemeentelijke herindeling van 1 januari 2003 werd de gemeente opgeheven om samen met Sluis-Aardenburg de nieuwe gemeente Sluis te gaan vormen.
| Ambtsperiode | Naam burgemeester                                  | Leefde    | Partij of stroming | Bijzonderheden |
| ------------ | -------------------------------------------------- | --------- | ------------------ | --- |
| 1796 - 1798  | Jacob Guequierre                                   | 1727-1808 |                    | agent municipal; daarna membre du conseil municipal |
| 1798 - 1800  | Pieter Jansen                                      | 1752-1832 |                    | agent municipal |
| 1800 - 1805  | Jacobus Risseeuw                                   | 1772-1849 |                    | maire; daarna vrederechter/kantonrechter |
| 1805 -1806   | Adriaan van Geelkerken                             | 1780-1846 |                    | maire, tevens chirurgijn en vroedmeester; later burgemeester van Groede en lid van provinciale staten van Zeeland |
| 1806 - 1807  | Daniel Bekkens                                     | 1780-1842 |                    | maire; daarna adjunct maire/vice burgemeester |
| 1808 - 1821  | Clement Abraham van Casteel                        | 1770-1826 |                    | maire/burgemeester, tevens notaris; voordien gemeentesecretaris en nadien wethouder van Oostburg |
| 1821 - 1846  | Hendrik Anthony Callenfels                         | 1791-1860 |                    | eerst schout, tevens medisch doctor; later districts-schoolopziener; schoonzoon van Jacobus Risseeuw |
| 1832         | mr. Johannes Egberts Risseeuw, R.M.W.O. IV         | 1797-1869 |                    | burgemeester Callenfels overwoog af te treden, de benoeming van zijn zwager werd overwogen, maar ging uiteindelijk niet door; Risseeuw was advocaat en notaris, gemeentesecretaris van Waterlandkerkje en later lid van provinciale staten van Zeeland |
| 1846 - 1879  | Felix Louis Benteijn                               | 1813-1879 |                    | oomzegger van Clement Abraham van Casteel |
| 1879 - 1883  | Franciscus Siemerink                               | 1819-1886 |                    | |
| 1883 - 1907  | Izaak van Houte                                    | 1825-1915 |                    | |
| 1907 - 1922  | Hendrik Seerpius Gratama                           | 1873-1922 |                    | |
| 1922 - 1940  | Pieter Erasmus                                     | 1869-1954 |                    | |
| 1940 - 1944  | Kornelis Hoekzema                                  | 1911-1992 | CHU                | |
| 1944         | Izaak Antonie de Moor                              | 1905-1984 | NSB                | waarnemend; was gemeentesecretaris van Biggekerke |
| 1945 - 1946  | Josephus Maria Andreas Cornelius (Sjef) van Dongen | 1906-1973 | KVP                | waarnemend; werd burgemeester van Aardenburg |
| 1946 - 1960  | Kornelis Hoekzema                                  | 1911-1992 | CHU                | |
| 1961 - 1970  | Jan Levinus van Leeuwen                            | 1912-1995 | PvdA               | was burgemeester van Brouwershaven |
| 1970 - 1979  | Adrianus (Adri) Schipper                           | 1914-2008 | PvdA               | was burgemeester van Kruiningen |
| 1979 - 1987  | Christiaan Theodoor (Chris) Spijkerboer            | 1935-2011 | PvdA               | was burgemeester van Gieten, werd burgemeester van Sliedrecht |
| 1988 - 1997  | Jan Kruize                                         | geb. 1936 | PvdA               | was burgemeester van Usquert |
| 1997 - 2002  | Gosse (G.H.W.) Noordewier                          | geb. 1947 | PvdA               | werd burgemeester van Wijchen |
| 2002 - 2003  | Enno Jan Brommet                                   | 1946-2017 | PvdA               | waarnemend; was burgemeester van Egmond |